# Messier 99
Messier 99 (M99 or NGC 4254) és una galàxia espiral barrada situada a la constel·lació de la Cabellera de Berenice. Va ser descoberta per Pierre Méchain el 15 de març del 1781. Charles Messier la va afegir al seu catàleg el 13 d'abril del mateix any.
M99 es troba a 60 milions d'anys llum del sistema solar, del qual s'allunya a una velocitat de 1.200 km/s. Forma part del cúmul de la Verge, i està classificada com de tipus Sc en la seqüència de Hubble.
Aquesta galàxia presenta la peculiaritat de tenir un braç asimètric, un braç més definit i allunyat i un altre de més feble. Està connectada per un pont d'hidrogen amb la galàxia fosca Virgoh121, la qual sembla la responsable de l'asimetria, així com del fet que sembla que aquesta galàxia estigui entrant en el cúmul de la Verge, movent-se a gran velocitat a través d'ell, i perdent hidrogen neutre pel fregament amb el gas intergalàctic calent.
S'han observat tres supernoves en M99, dues de tipus II 1967H de magnitud 14 i 1972Q de magnitud 15,6 i una de tipus I 1986I de magnitud 14.